# Crismón

Este símbolo se empleó en las monedas y estandartes romanos.

El crismón es la denominación más usual de las representaciones del cristograma o monograma de Cristo: XP. Sin embargo, lábaro también puede ser tomado como sinónimo, pues era el nombre del estandarte que empleaban los emperadores romanos en el que aparecía dicho crismón representado a partir de Constantino el Grande.
El crismón está formado por las letras griegas Χ (ji) y Ρ (rho), que son las dos primeras del nombre de Cristo en griego koiné: Χριστός (Khristós, “el ungido”). En otras versiones, la X se sustituye por la Τ (tau) haciendo así una pequeña cruz latina, el llamado "staurograma" (⳨). El crismón aparece a veces acompañado de otros elementos, como las letras α (alfa) y ω (omega), la primera y la última del alfabeto griego, que representan a Cristo como principio y fin de todas las cosas.[cita requerida]
Otros cristogramas son IC, XC, la primera y última letra de cada uno de los dos nombres ΙΗΣΟΥΣ ΧΡΙΣΤΟΣ (Ἰησοῦς Χριστός, Jesús Cristo), que es el más común en las iglesias ortodoxas bizantinas, e IHC o bien IHS, las tres primeras letras del nombre ΙΗΣΟΥΣ (Ἰησοῦς, Jesús), que es el más común en la Iglesia latina.[cita requerida]

## Historia
Un estudio que se mantiene fiel a los datos históricos sobre el crismón es el de Francisco de Asís García García de la Universidad Complutense, el cual contiene también una larga bibliografía. En el uso previo al cristianismo, el monograma Χ (ji) Ρ (rho) era una marca relativamente común para indicar los pasajes importantes de un manuscrito, dado que abreviaba la palabra griega jrēston, es decir, bueno.
Algunas monedas lágidas (de Ptolomeo III Evergetes) y otras de Herodes también están marcadas con el crismón como indicio de calidad.
Al convertirse Constantino I al cristianismo, se empezó a interpretar el chi-rho como abreviatura de Cristo:  XP(ISTOS).
El cristograma empezó a aparecer en las monedas romanas después del Edicto de Milán (313) con el que Constantino I establecía la libertad de culto para los cristianos.
Las fuentes no se ponen de acuerdo sobre el momento y las razones del emperador Constantino para adoptarlo. Los textos principales son de Eusebio de Cesarea y Lactancio. Según la Vida de Constantino, de Eusebio, el motivo fue una visión que tuvo antes de la Batalla del Puente Milvio contra Majencio, consistente en el signo del crismón en el cielo junto con el lema en griego «Ἐν τούτῳ νίκα» ("Con esto vence."). Según De mortibus persecutorum  (Sobre las muertes de los perseguidores), de Lactancio, lo de Constantino no fue una visión, sino un sueño la noche anterior a la batalla.
En el románico fue utilizado para representar la Trinidad, confundiendo la P(rho) griega por la P latina, la cruz latina como HIjo, y añadiendo un S, en representación del Espíritu Santo, todo ello englobado en el círculo lo que le da referencias cosmológicas, se añade además la letras griegas alfa y omega, principio y fin; este llamado crismón trinitario, que se extiende desde el románico de Jaca. Desde el gótico se reduce su uso a los objetos de culto, y en renacimiento se sustituye por el monograma IHS.
Desde el monograma IHS, basado en las tres primeras letras del nombre de "Jesús" en griego, ΙΗΣΟΥΣ (latinizado IESOUS), ha sido erróneamente interpretado no solo como un anagrama o especie de abreviatura para la expresión Iesus Hominum Salvator (Jesús Salvador de los Hombres), sino también las tres palabras iniciales de la frase In hoc signo vinces, versión latina de Ἐν τούτῳ νίκα.[cita requerida]

## Galería de imágenes

Staurograma: crismón con cruz
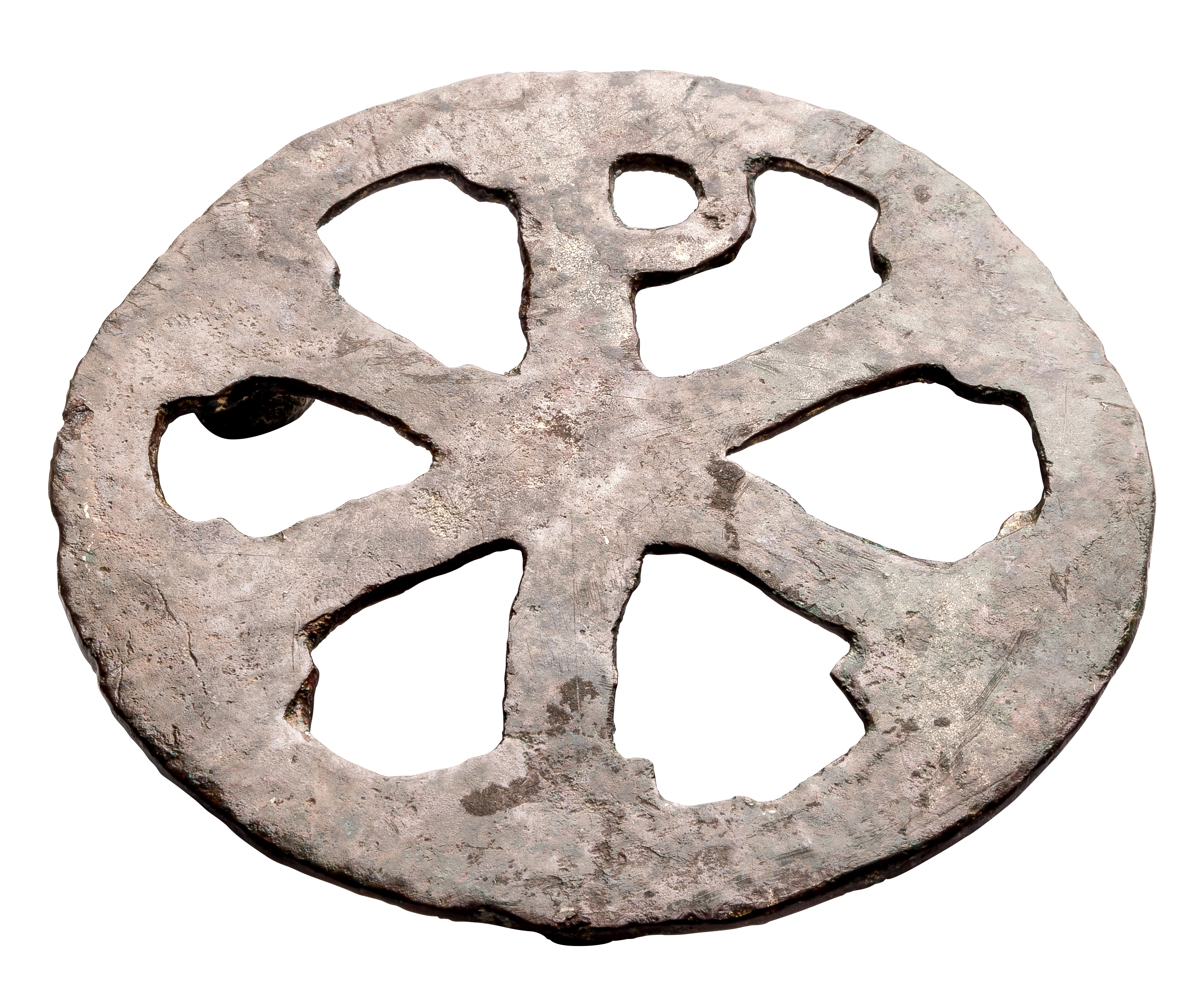
Crismón romano en bronce encontrado en Neerharen (Bélgica), 375-450, Museo Galorromano de Tongeren
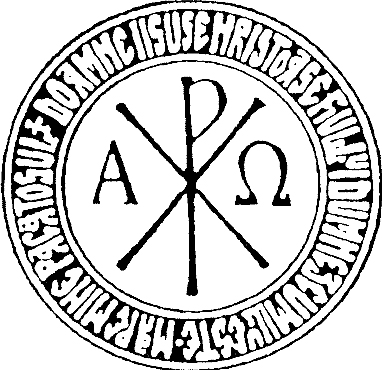
Crismón con la oración de Jesús en rumano
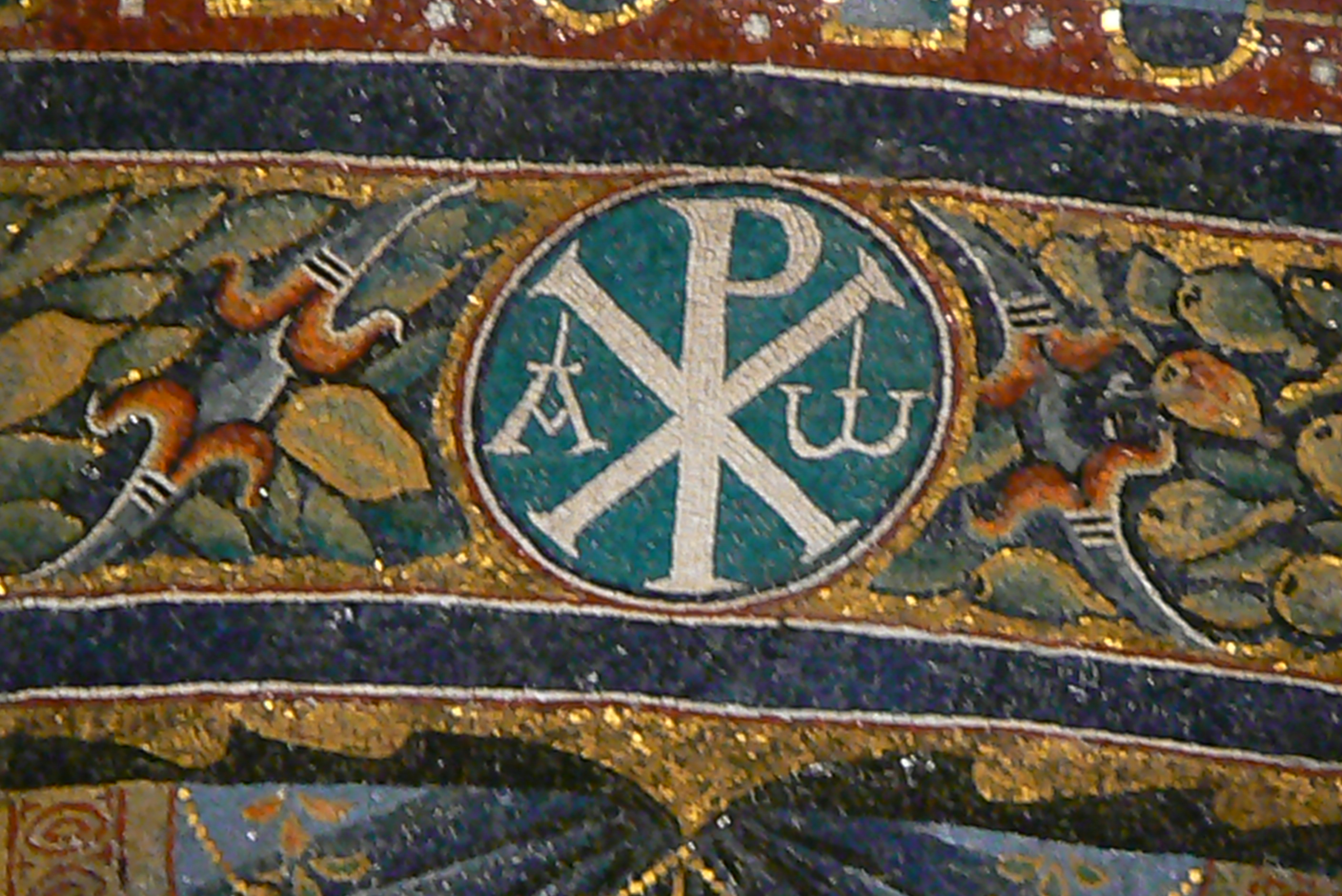
Crismón en el ábside de la Basílica de San Clemente de Letrán.
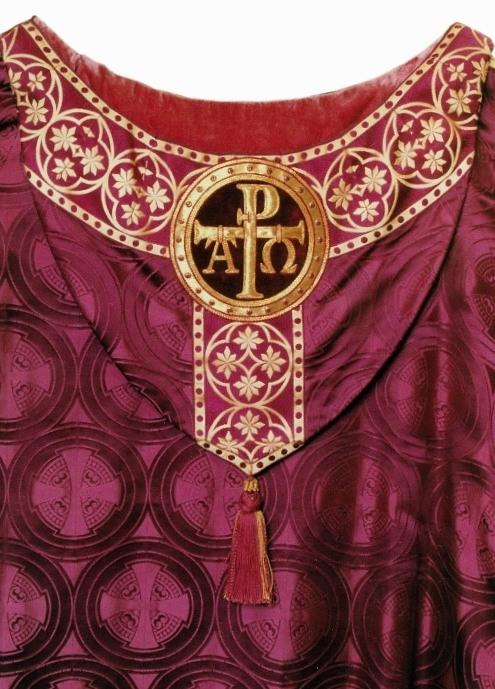
Crismón (staurograma) en paramentos litúrgicos.
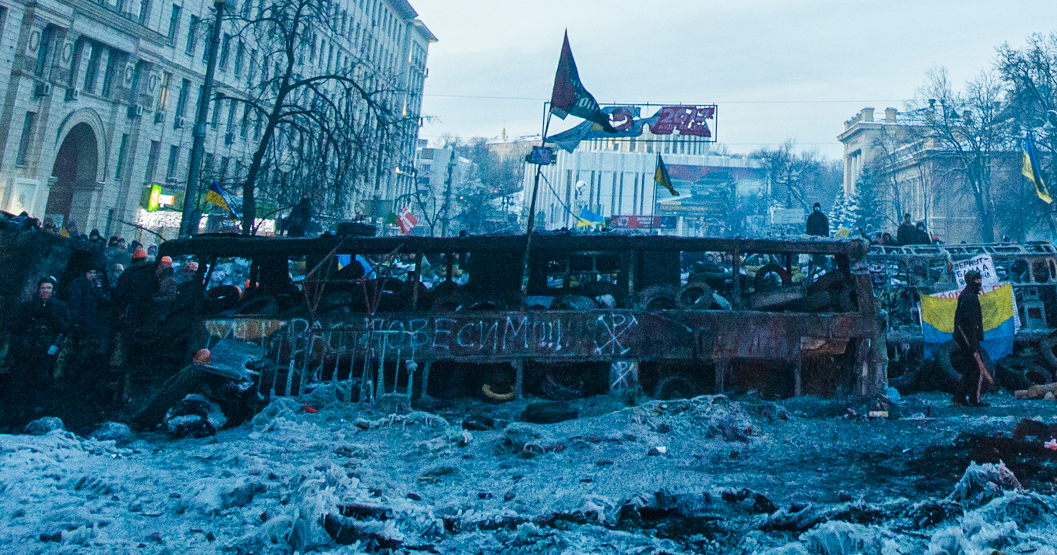
Crismón en una barricada en Kiev en 2014.
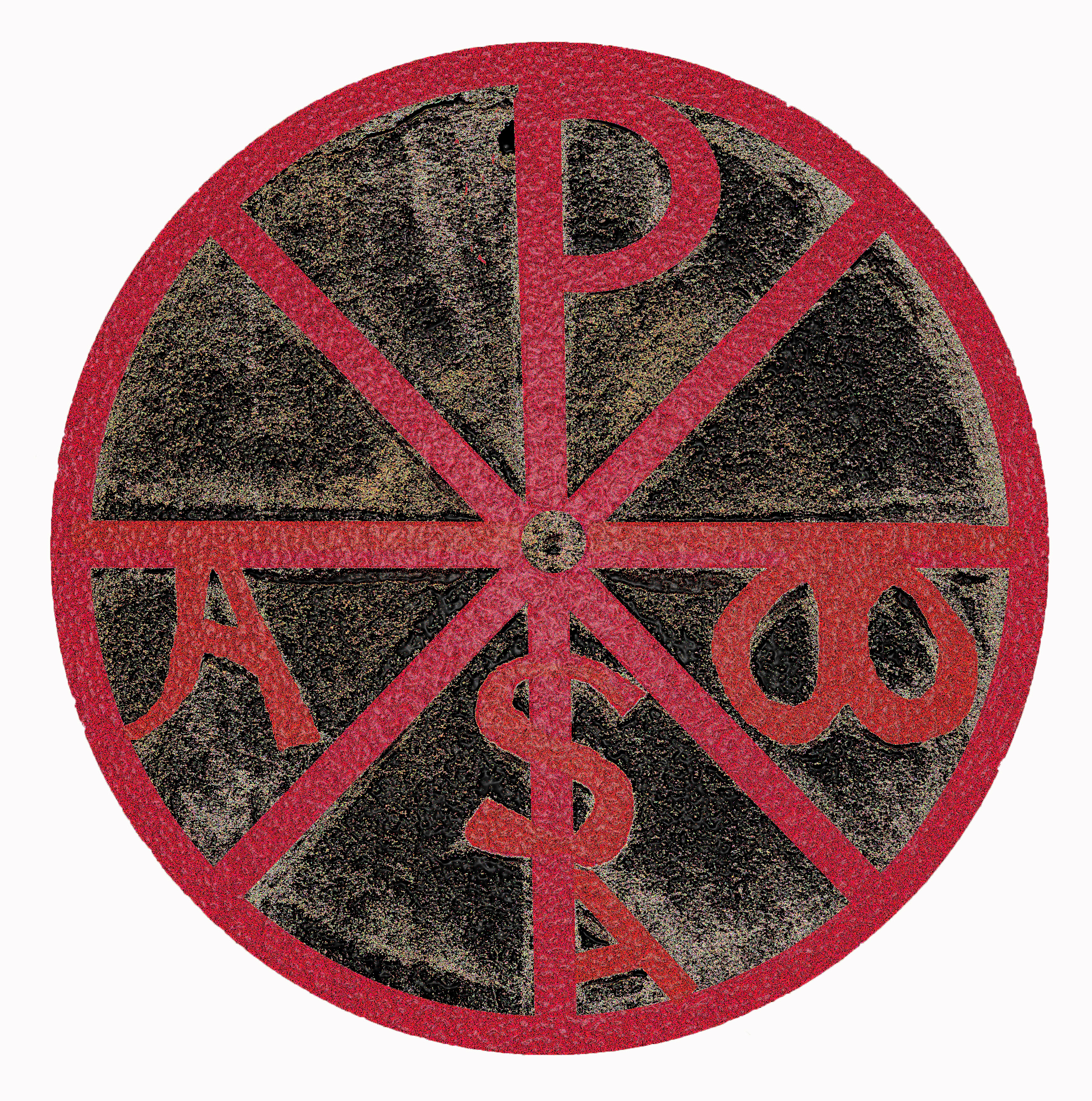
Crismón Trinitario de la Iglesia Románica de Castro, año 1120.